# International Lawn Tennis Challenge 1903
International Lawn Tennis Challenge 1903 var den tredje udgave af den tennisturnering for landshold, der nu spilles under navnet Davis Cup. Allerede på dette tidspunkt i historien blev mesterskabet og trofæet i The New York Times omtalt som "The Dwight F. Davis International Challenge Cup".
Kampene blev spillet på græsbaner i Longwood Cricket Club i Boston, Massachusetts, USA i perioden 4. - 8. august 1903. Longwood Cricket Club havde også været vært for det første mesterskab i 1900.
Kampen blev vundet af Storbritanniens hold bestående af Reggie og Laurence Doherty samt Harold Mahoney, der imidlertid ikke kom på banen i løbet af turneringen, som besejrede de forsvarende mestre fra USA med 4-1, og som dermed for første gang kunne rejse hjem med pokalen. USA's hold bestod af George og Robert Wrenn samt William Larned. Briterne gjorde rent bord i alle de fire kampe, der blev spillet. USA vandt kun den første singlekamp, hvor Storbritanniens Reggie Doherty måtte melde forfald på grund af en skulderskade.
De to singlekampe på sidstedagen blev afviklet parallelt og spillet på to baner ved siden af hinanden, hvor de blev overværet af 5.000 tilskuere.

## Resultater
| \| Kamp \| USA \| Storbritannien \| Resultat \| Stilling \| \| 1 \| William Larned \| Reggie Doherty \| w.o. \| 1-0 til USA \| \| 2 \| Robert Wrenn \| Laurence Doherty \| 0-6, 3-6, 4-6 \| 1-1 \| \| 3 \| George Wrenn / Robert Wrenn \| Laurence Doherty / Reggie Doherty \| 5-7, 7-9, 6-2, 3-6 \| 2-1 til Storbritannien \| \| 4 \| William Larned \| Laurence Doherty \| 3-6, 8-6, 0-6, 6-2, 5-7 \| 3-1 til Storbritannien \| \| 5 \| Robert Wrenn \| Reggie Doherty \| 4-6, 6-3, 3-6, 8-6, 4-6 \| 4-1 til Storbritannien \| |                             |                                   |                         |                        |
| Kamp | USA                         | Storbritannien                    | Resultat                | Stilling               |
| 1 | William Larned              | Reggie Doherty                    | w.o.                    | 1-0 til USA            |
| 2 | Robert Wrenn                | Laurence Doherty                  | 0-6, 3-6, 4-6           | 1-1                    |
| 3 | George Wrenn / Robert Wrenn | Laurence Doherty / Reggie Doherty | 5-7, 7-9, 6-2, 3-6      | 2-1 til Storbritannien |
| 4 | William Larned              | Laurence Doherty                  | 3-6, 8-6, 0-6, 6-2, 5-7 | 3-1 til Storbritannien |
| 5 | Robert Wrenn                | Reggie Doherty                    | 4-6, 6-3, 3-6, 8-6, 4-6 | 4-1 til Storbritannien |